# Vertical Limit
Pour plus de détails, voir Fiche technique et Distribution.
Vertical Limit ou Limite extrême au Québec est un film d'aventures américain réalisé par Martin Campbell et sorti en 2000.

## Synopsis
Lors d'une escalade à Monument Valley, Royce Garret et ses deux enfants, Peter et Annie, prennent du bon temps en plaisantant entre eux. Soudain, un grimpeur d'une autre cordée dévisse de la paroi, entraînant avec lui son binôme, Royce et ses deux enfants. En panique, le duo fautif finit par chuter, mais leurs mouvements effrénés ne laissent plus qu'un seul coinceur pour soutenir les Garret. Comprenant que cet ultime coinceur ne les tiendra pas longtemps, et dans l'impossibilité d'en fixer un autre, Royce ordonne alors à son fils de couper la corde qui le retient à lui. Sous l’insistance de son père et malgré les supplication d'Annie, Peter, la mort dans l'âme, coupe la corde.
Trois ans plus tard, dans le Karakoram au Pakistan, Peter est devenu photographe animalier pour le National Geographic. Annie et lui ne se sont plus jamais parlé depuis ce funeste jour. Elle continue le rêve de son père : conquérir les plus hauts sommets du monde. Le hasard les réunit au pied du K2, où le milliardaire Elliot Vaughn organise une expédition avec son associé Frank Williams qui dirige le camp. Pour la jeune femme, cette montagne réputée dangereuse est un défi important. Peter revoit son ami Skip Taylor, et rencontre Monique Aubertine, la médecin de son équipe. Il essaie aussi de renouer avec sa sœur, mais celle-ci lui en veut toujours pour la mort de leur père. De son côté, Vaughn déclare à tout le camp de base son optimiste quant à leur chance d'atteindre le sommet. Mais un ancien guide, Montgomery Wick, l’interpelle en lui rappelant les dangers de la montagnes. Wick a perdu sa femme lors de la précédente expédition de Vaughn et la recherche depuis, d'où un contentieux entre les deux hommes.
L’ascension débute mais malgré des signes d'éventuelles complications climatiques, Vaughn convainc Tom McLaren, le chef de l'expédition, de continuer l'ascension. Peter et Skip, avec le soutien du météorologue et le désaccord de Frank, contactent tout de même Tom pour le prévenir mais Vaughn décide de continuer, tout comme Annie, malgré le désaccord de Tom. Le temps finit par se gâter et Tom cette fois s'impose mais il est trop tard : une avalanche emporte deux hommes et Annie, Elliot et Tom tombent dans une crevasse, bouchée par des tonnes de neige. Tom est sérieusement blessé, et le trio tente de s'organiser en rationnant l'eau et les seringues de DEX contre la formation d'œdème pulmonaire afin de tenir le plus longtemps.
Au camp, tout le monde est dévasté. Mais Peter entend des grésillements sur la radio et parvient à entrer en contact avec Annie en morse. La survie d'Annie, Vaughn et Tom redonne espoir à tous, à l'exception du pakistanais Kareem Nazir, dont le cousin Ali, membre de la cordée, est porté disparu. Malgré les risques et le peu de temps dont il dispose, Peter convainc Skip de lancer une expédition de secours en prenant avec eux de la nitroglycérine pour dégager la crevasse. Ils ont environ 36h devant eux et seul le chevronné Montgomery Wick serrait à même de les mener à temps sur place. Après avoir récupéré la nitroglycérine sortie d'un stock de l'armée pakistanaise par le Colonel Amir Salim en dépit de l'instabilité du liquide, Frank et Skip recrutent des volontaires le soir au camp contre une grosse somme d'argent par Frank Williams. Les frères Cyril et Malcolm Bench, Kareem Nazir et  Monique (qui espère pouvoir quitter le camp un jour pour ouvrir un cabinet à Paris) décident alors de rejoindre l'équipe.
Sollicité, Wick refuse dans un premier temps, avant de changer d'avis en apprenant la survie d'Elliot Vaughn, et pose la condition qu'il mènera les secours et Skip restera au camp pour les guider. Trois équipes se forment avec un expérimenté et un novice : Wick avec Peter, Malcolm Bench et Kareem et Cyril Bench avec Monique. Chaque équipe prend un chemin différent avec une dose de nitroglycérine fournie. Le Major Rasul, pilote d'hélicoptère chevronné, arrive à les déposer assez haut pour qu'ils gagnent du temps, mais Monique est légèrement blessée par les pales de l'hélicoptère et Peter manque de tomber dans le vide.
Les trois cordées se mettent en route sous une météo très favorable. Des tensions ont lieu entre Wick et Peter, bien qu'ils se respectent. À la suite d'une maladresse, le sac de Cyril glisse ; il parvient à le rattraper mais se retrouve suspendu à une falaise. Monique réussit à le corder mais tombe à son tour. Elle parvient à envoyer son camarade rattraper la falaise. Mais la charge de nitroglycérine tombe alors dans un ravin et créé une explosion qui déclenche une avalanche qui emporte Cyril (non sans avoir eu le temps d'envoyer une corde à Monique). Les deux autres cordées entendent l'explosion et continuent leur route. Malcolm, réconforté par son équipier de cordé après la mort de son frère, continue l'ascension. Monique parvient à rejoindre seule Wick et Peter, qui lui soigne sa fracture du doigt. 
Dans la crevasse, Tom nécessite une injection plus rapidement que prévu, et Annie commence également à tousser du sang. Vaughn tente alors de convaincre Annie de laisser Tom à son sort vu son état désespéré, mais elle refuse. Vaughn tente cette fois de convaincre directement Tom, mais ce dernier s'accroche et les deux hommes se rejettent la responsabilités mutuelle de la décision de poursuivre l’ascension et ses conséquences. Par la suite, Annie réussit à récupérer in extremis (au moment de l'explosion de la nitroglycérine de Cyril) le sac d'Ali tombé dans la crevasse et récupère du DEX, qu'elle utilise aussitôt pour soulager Tom.
Au cours de l'après-midi, on s'aperçoit à la base que la nitroglycérine peut détoner après exposition au soleil (la réserve du colonel explose). Wick et Peter sont prévenus, et ce dernier avertit à son tour Malcolm et Kareem au loin. Le duo s'empresse de mettre leur charge à l'ombre au grand soulagement de Peter. Mais une fuite du liquide entraîne explosion qui tue les deux hommes. L'explosion fait resurgir par hasard le cadavre de la femme de Wick près des trois survivants et Wick constate que sa pochette de seringues est vide, persuadé que Vaughn les lui a jadis volé quand il grimpait avec elle, avant de l'abandonner lâchement. Le trio s'arrête pour passer la nuit, et Annie, sentant sa mort arriver avant que les secours n'arrivent, demande à son frère par radio de renoncer. Ayant peur que son envie de vengeance prenne le dessus, Peter et Monique devancent Wick au petit matin. Pendant ce temps, Vaughn finit par assassiner Tom et se dispute avec Annie quand elle s'en rend compte. Mais les deux survivants sont très faibles, en particulier Annie, au bord de l'œdème. Néanmoins ils vont utiliser le sang de Tom et une fusée de détresse pour marquer l'emplacement de leur crevasse à la surface.
Peter et Monique parviennent à la verticale de la crevasse et réussissent à déboucher l'entrée grâce à la nitroglycérine. Alors qu'ils remontent Annie désormais évanouie, leur piolet d'encrage commence à se retirer sans qu'il puissent faire quoique ce soit. Arrive alors Wick, qui assure la cordée, et descend récupérer Annie et Vaughn, renonçant à sa vengeance sur ce dernier malgré sa colère. Mais un éboulement fait subitement effondrer la plateforme, entraînant Peter, Annie, ainsi que Wick et Vaughn en bout de corde, que Monique restée en haut, ne peut maintenir. Wick décide alors de couper la corde en emmenant Vaughn avec lui dans la mort.
Redescendus à un camp intermédiaire, Monique s'affère auprès d'Annie et finit par embrasser Peter. L'homme se réconcilie ensuite avec sa sœur reconnaissante. Plus tard, Peter contemple le mémorial Gilkey où sont venus s'ajouter les noms des disparus.

## Fiche technique
- Titre original et français : Vertical Limit
- Titre québécois : Limite Extrême
- Réalisation : Martin Campbell
- Scénario : Robert King et Terry Hayes, d'après une histoire de Robert King
- Musique : James Newton Howard
- Décors : Jon Bunker
- Costumes : Graciela Mazon
- Photographie : David Tattersall
- Effets spéciaux : Kent Houston
- Montage : Thom Noble
- Production : Lloyd Phillips, Robert King et Martin Campbell ; Marcia Nasatir (exécutif) ; Amy Reid Lescoe et Phillip A. Patterson (associés)
- Société de production et de distribution : Columbia Pictures
- Budget : 75 000 000 $[1]
- Pays de production :  États-Unis
- Langue originale : anglais
- Format : Couleurs - 35 mm (Arriflex 435, Panavision) - 1,85:1  - Son DTS / Dolby Digital / SDDS
- Genre : aventures, drame
- Durée : 124 minutes
- Dates de sortie : 
  - États-Unis : 3 décembre 2000
  - France : 21 février 2001
- Classification : 
  - États-Unis : PG-13 [2]
  - France : Tous publics

## Distribution
Sauf indication contraire, les informations mentionnées dans cette section peuvent être confirmées par la base de données cinématographiques IMDb,  présente dans la section « Liens externes ».
- Chris O'Donnell (VF : Pierre Tessier) : Peter Garrett
- Robin Tunney (VF : Valérie Siclay) : Annie Garrett
- Bill Paxton (VF : Jérôme Keen) : Elliot Vaughn
- Izabella Scorupco (VF : Claudine Grémy) : Monique Aubertine
- Scott Glenn (VF : Pierre Hatet) : Montgomery Wick
- Stuart Wilson (VF : Thierry Murzeau) : Royce Garrett
- Temuera Morrison (VF : Omar Yami) : le major Rasul
- Nicholas Lea (VF : Guillaume Orsat) : Tom McLaren
- Steve Le Marquand (VF : Patrick Mancini) : Cyril Bench
- Ben Mendelsohn (VF : Lionel Melet) : Malcolm Bench
- Robert Taylor (VF : Jean-François Aupied) : Skip Taylor
- Augie Davis : Aziz
- Roshan Seth (VF : Omar Yami) : le colonel Amir Salim
- Alejandro Valdes-Rochin : le sergent Asim
- Rod Brown : Ali Hasan
- Alexander Siddig (VF : Asil Rais) : Kareem Nazir
- Ed Viesturs : lui-même

 Source et légende : version française (VF) sur RS Doublage

## Production

### Tournage
Le tournage a eu lieu du 2 août 1999 au 11 mars 2000 en Nouvelle-Zélande (Queenstown), au Pakistan (K2) et aux États-Unis (Monument Valley).

## Accueil

### Accueil critique
Le film a reçu un accueil critique mitigé, recueillant 48 % de critiques positives, avec une note moyenne de 5,2/10 et sur la base de 109 critiques collectées, sur le site agrégateur de critiques Rotten Tomatoes. Sur Metacritic, il obtient un score de 48/100 sur la base de 29 critiques collectées.
La scène d'ouverture montrant la famille escaladant un piton rocheux dans Monument Valley est très éloignée de la pratique réelle de l'escalade en grande voie, comporte de nombreuses incohérences physiques (longueur des cordes, forces générées par les chutes) et plusieurs faux raccords. Le spécialiste de la grande voie et du free-solo Alex Honnold qualifie la scène de « probablement la pire scène d'escalade hollywoodienne ».

### Box-office
Le film a connu un certain succès commercial, rapportant environ 215 663 000 $ au box-office mondial, dont 69 243 000 $ en Amérique du Nord, pour un budget de 75 000 000 $. En France, il a réalisé 1 186 156 entrées.

## Distinctions
Le film a été nommé pour le British Academy Film Award des meilleurs effets visuels et le Satellite Award des meilleurs effets visuels.

## Autour du film
- Le personnage incarné par Nicholas Lea s'appelle Tom McLaren. C'est une référence du réalisateur néo-zélandais Martin Campbell en hommage à son compatriote Bruce McLaren, pilote et fondateur de la mythique écurie du même nom.